# سده (لنجان)
سده، شهری از توابع بخش مرکزی و بخش باغ بهادران شهرستان لنجان در استان اصفهان است.
نکته جالبی که دربارهٔ این شهر وجود دارد این است که بخش شرقی و شمالی این شهر در بخش مرکزی و بخش جنوب غربی آن در بخش باغ بهادران لنجان در دهستان زیرکوه است.
این شهر، بعد از چرمهین و باغ بهادران با ارتفاع ۱۷۷۸ متر از سطح دریا سومین شهر مرتفع لنجان است.
سده لنجان دارای زمین‌های کشاورزی فراوانی است و محصول اصلی این زمین‌ها برنج است که به برنج لنجان مشهور است برنجی خوش عطر و بو
غذای اصلی این شهر دمپختی لاخلی است
اکثریت جمعیت این شهر فارس زبان‌ها هستند اما دیگر اقوام‌ها از جمله قشقاییها و بختیاری با جمعیتی نسبتاً بالا زندگی می‌کنند.
این شهر در مجاورت دو کارخانه بزرگ با نام‌های ذوب آهن اصفهانوفولاد مبارکه است.
همچنین مردم بومی این منطقه در کشاورزی و باغ داری مشغول هستند در این شهر همچنین کارخانه بستنی سازی و تولیدی‌های دیگر در شهرک صنعتی سده لنجان وجود دارد که مردم در این صنایع مشغول به کار هستند.

## صنایع
در دهه‌های اخیر با توجه به احداث صنایع عظیم در شهرستان و کشاورز بودن اکثر مردم بومی منطقه و بسیاری از نیروها از سایر نقاط کشور خصوصاً خوزستان و چهارمحال و بختیاری با توجه به اشتغال فنی قبلی (صنایع فولاد و نورد خوزستان، نفت، گاز و پتروشیمی، نیروگاهی و…) در این شهرستان ساکن شده‌اند.
از جمله کارخانجات فعال در شهر سده لنجان به کارخانه تولید بستنی، کارخانه تولید دستکش و پلاستیک یکبار مصرف و… اشاره کرد.

## تاریخ
در تاریخ آمده اولین اسکان بشر در ساحل رودها بوده است. مادها در ساحل کارون و بابلی‌ها در کنار بین‌النهرین. در کنار رودخانه زاینده‌رود هم روستاها و شهرهای زیادی بر پا شده است از جمله سده، تاریخچه شهر سده و اینکه نخستین بار چه زمانی در آن خانه سازی و سکونت به صورت متراکم پدیدار شد در منابع تاریخی ثبت نشده است.
آب سالم، زمین حاصل‌خیز و هوای چهار فصل علت به وجود آمدن روستاهای قدیم در کنار رودخانه زاینده‌رود بوده است. اردشیر بابکان این رود را زرینه رود خوانده و تقسیم آب آن را برای زراعت از زمان او می‌دانند. ابن‌رسته در کتاب خود (اعلاق النفیسه، قرن سوم هجری) می‌نویسد: آب اصفهان از رودخانه‌ای به نام «زرین رود» به دست می‌آید که سالم‌ترین آبهاست. سرچشمه این آب یکی از روستاهای اصفهان است که از آنجا تا مرکز شهر ۳۰ فرسخ فاصله دارد آب این رودخانه در روستاهایی که در مسیر آن واقع‌اند مورد استفاده قرار می‌گیرد و به هر جایی که کشت و کاری انجام گرفته است بدون حساب از آن آبیاری می‌شود.
مفضل‌بن سعد بن حسین مافروخی اصفهانی صاحب کتاب «محاسن اصفهان» که در زمان صدارت خواجه نظام‌الملک طوسی می‌زیسته(۴۶۵–۴۶۸ هجری) دربارهٔ مسایل تاریخ، جغرافیا و ادبیات اصفهان گزارشهای خوبی داده است. در این کتاب آورده: بزرگ‌ترین بلوک اصفهان و پر برکت‌تر از همه آن‌ها لنجان و النجان است که در محل به چهار ناحیه آیدوغمیش، آشیان، اشترگان و گرکن تقسیم می‌شود و هر یک از آن‌ها روستاهای متعددی دارد. (سده لنجان جزء ناحیه آشیان بوده) در طومار شیخ‌بهایی سهم آب سده از دهات همجوار بیشتر تعیین شده و این خود دلالت بر کشاورزی پررونق آن زمان سده داشته است.
میرسیدعلی جناب در صفحه ۵۶۱ کتاب الاصفهان مادی‌های دست راست رودخانه را نام برده است و برای سده به چهار مادی اشاره کرده: ۱۷) سده ۱۸) احمدآباد ۱۹) مزارع سده ۲۰) طاحونه در آن کتاب برای مبارکه و ورنامخواست هر کدام یک مادی نام برده است.
استاد علی‌اکبر دهخدا در لغت‌نامه به نقل از جلد دهم فرهنگ جغرافیایی ایران دربارهٔ سده چنین نوشته است: «سده(]سِ دِ[ اِ غ) قصبه‌ای از بخش فلاورجان شهرستان اصفهان، ۲۵ هزار گزی جنوب باختر فلاورجان. هوای آنجا معتدل و دارای ۳۸۳۶ تن سکنه است. آب آنجا از زاینده‌رود است. محصولاتش گندم، جو، حبوب، برنج، سردرختی، زردآلو، سیب و آلوچه. اهالی به کشاورزی و مختصری گله‌داری گذران می‌کنند. راه آن ماشین رو است و در حدود ۱۵ باب دکان دارد.» و اما مطالعات و مشاهدات بنده دربارهٔ قدمت سده بدین شرح است: وجود باغ دیوان خانه جزء باغات قلعه ارباب (قلعه وسط) دلیلی بر قدمت سده است. دیوان در زمان ساسانیان به محل امورات و نگهداری آتشکده‌ها گفته می‌شده است در زمان صفویه ………. اجاره زمین‌های خاصه را در ساختمان این باغ جمع‌آوری می‌کردند. (روبروی ساختمان جدید شهرداری)
احتمالا سده در زمان قبل از ورود اسلام هم وجود داشته و نام آن از جشن سده که یکی از جشن‌های بزرگ‌ملی بوده است گرفته شده است. در لغت‌نامه دهخدا کلمه سده با جشن سده یکسان نوشته شده است.
در قلعه وسط تیمچه بزرگی بوده است که قدمت آن به سالیان خیلی دور می‌رسیده است. همچنین در خاکبرداری زمین‌های زراعتی در شمال کوه کولودون در عمق شش تا هفت‌متری زمین قبر و آثار زندگی دیده‌شده است. همچنین در جنوب سده راه‌هایی وجود داشته به نامهای دره‌شاهی، دره‌کاروان کش که به طرف کوه‌های چهارمحال امتداد داشته‌اند؛ و نامهایی چون یال قلعه بارخانه و نام مزارع صحرایی چون شطا و میان رودخانه که قدمت مراکز نامبرده به قبل از صفویه می‌رسد.
دره‌شاهی و دره‌کاروان کش راه ارتباطی لنجان و چهارمحال و خوزستان بوده است. وجود تونلهای آب رسانی که در غرب سده می‌باشند و به خانه‌گرگها معروف هستند، هم قدمت سده را می‌رساند. این تونلها در کوه کولودون هم وجود دارند و فعلاً هم آثار آن بر جا می‌باشد. این تونلها و راه آب آن که از غرب به شرق جریان داشته برای مشروب ساختن زمین‌های زراعتی شرق کوه کولودون به دست انسانهای دلاور و زحمت‌کش ایجاد شده است. دلیل محکم دیگری که برای قدمت سده می‌توان ذکر کرد وجود قبرستانهای قدیمی و وسیع در شهر است. در شهرهای همجوار چنین قبرستانهای قدیمی و وسیعی وجود ندارد.
یکی از این قبرستانهای قدیمی زمین بانک صادرات کنونی تا شعاع دویست‌متری بوده است که در ناحیه شمالی آن قبور زرتشتیان وجود داشته است. گورستان دیگری اطراف مقبره سیدمحمود (سید خورشید) قرار داشته که مخصوص قلعه وسط بوده و از گورستان اولی وسیع‌تر بوده است.
دیگری جایگاه کتابخانه عمومی، بانک‌سپه و اطراف آن و مخابرات و خیابان استقلال است. همچنین قبرستان سادات که در نزدیکی کتابخانه قرار داشته است و یک شیرسنگی بسیار زیبا درآنجا قرار داشت مانند شیرهای پل‌خواجوی اصفهان، که به دنبال گشایش خیابان استقلال از بین رفت. در منازل مسکونی قدیمی مشرف به کمربندی شمالی (نزدیک باغ‌دیوان خانه) قبرهایی در کف اتاق‌ها دیده می‌شد. در تاریخ آمده است که در زمان هخامنشیان هم‌چنین رسمی وجود داشته و مردگان را کف‌خانه دفن می‌کردند. در زمان قدیم هیچ‌کس شناختی روی اماکن قدیمی و تاریخی سده نداشته و کسی به آن‌ها توجه نکرده است. چنانچه باستان شناسان فرانسوی در زمان رضاشاه کاخ صدستون (تخت‌جمشید) را کشف کردند و قبل از آن کسی ارزش واقعی آنجا را نمی‌دانست. دلیل دیگر کوره‌های آجرپزی: یکی از این کوره‌ها در غرب سده بوده و هم‌اکنون خرابه‌ای از آن برجاست و مزرعه کشاورزی هم در آن نزدیکی قرار دارد به نام پاکوره؛ و کوره دیگر که در نزدیکی کوه کولودون بود و بنده خرابه آن را دیده بودم. ساختمان فعلی دانشگاه روی آن کوره قرار دارد و آجرهای تولید شده در این کوره‌ها بسیار ضخیم بوده‌اند. چنان‌که پیران گفته‌اند: ساختمان این کوره‌ها روی کوره‌های قدیمی ایجاد شده بود که قدمت بسیار زیادی داشتند؛ و دیگری آسیابهای آبی و یخچال کهنه و نو و عصارخانه‌ها: این‌گونه بناها نشان دهنده قدمت محل و وجود کسب و کار و داد و ستد هستند. همچنین اولین ماشین قدیمی که عصاری می‌باشد در زمان اسکندر به ایران آمده است و مخترع آن را ارسطو می‌دانند. ظروف سنگی، دستبند قدیمی و کتابهای خطی بسیار زیبایی در سده وجود داشته، در زمان قاجار مردم به علت قحطی و گرسنگی این اشیاء قدیمی خود را به قیمت کمی به یک فرد کلیمی به نام ملا فرج که به سده رفت‌وآمد داشته است فروختند.

## ورزش
مدال‌آوران وزنه‌برداری اهل سده لنجان عبارت‌اند از:
- سهراب مرادی دارنده مدال طلای المپیک ۲۰۱۶ وزنه‌برداری وی بدشانسی آورد و از این عرصه خداحافظی کرد.
- رشید شریفی دارنده عناوین قهرمانی آسیا.
- رسول معتمدی قهرمان جهان و آسیا
- یکتا جمالی دارنده مدال نوجوانان و جوانان جهان